# Сікора (Підляське воєводство)
Сікора (пол. Sikora) — село в Польщі, у гміні Граєво Ґраєвського повіту Підляського воєводства.
Населення — 87 осіб (2011).
У 1975-1998 роках село належало до Ломжинського воєводства.

## Демографія
Демографічна структура станом на 31 березня 2011 року:
|          | Загалом | Допрацездатний вік | Працездатний вік | Постпрацездатний вік |
| -------- | ------- | ------------------ | ---------------- | -------------------- |
| Чоловіки | 48      | 14                 | 34               | 0                    |
| Жінки    | 39      | 10                 | 27               | 2                    |
| Разом    | 87      | 24                 | 61               | 2                    |